# Höhle von Kapowa

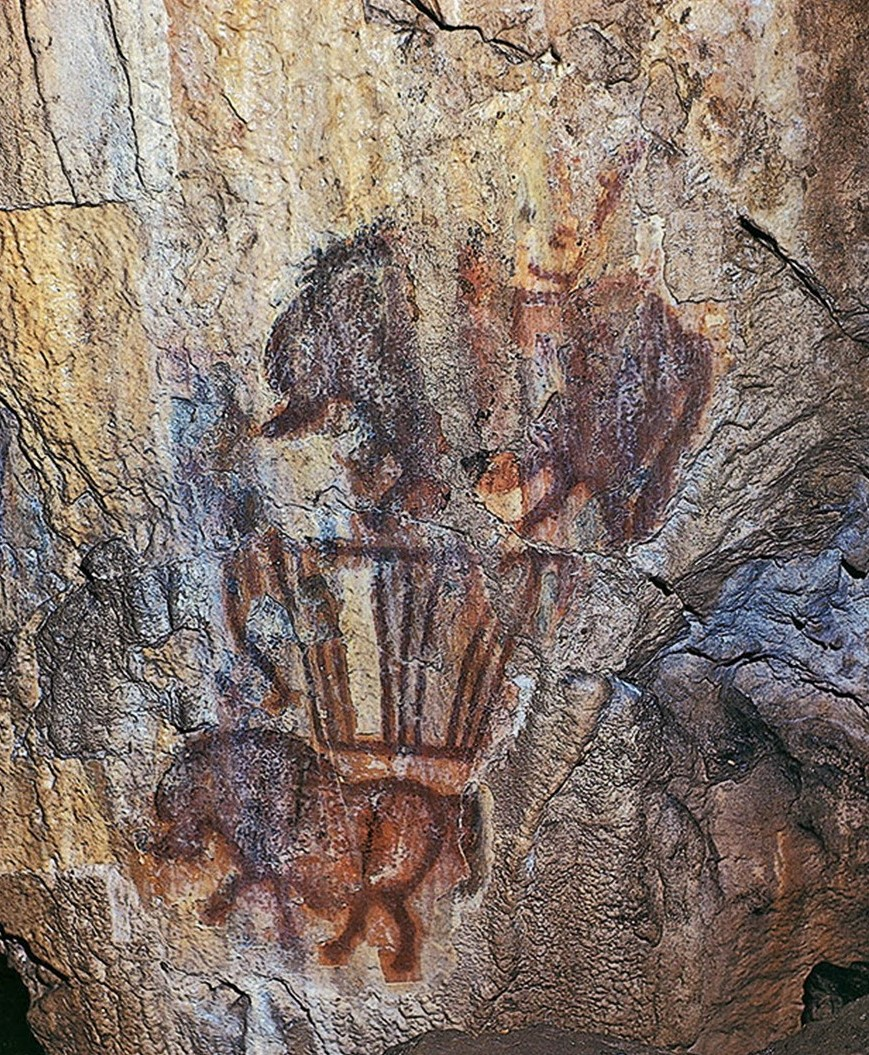
Malerei in der Kapowa-Höhle: zwei Pferde

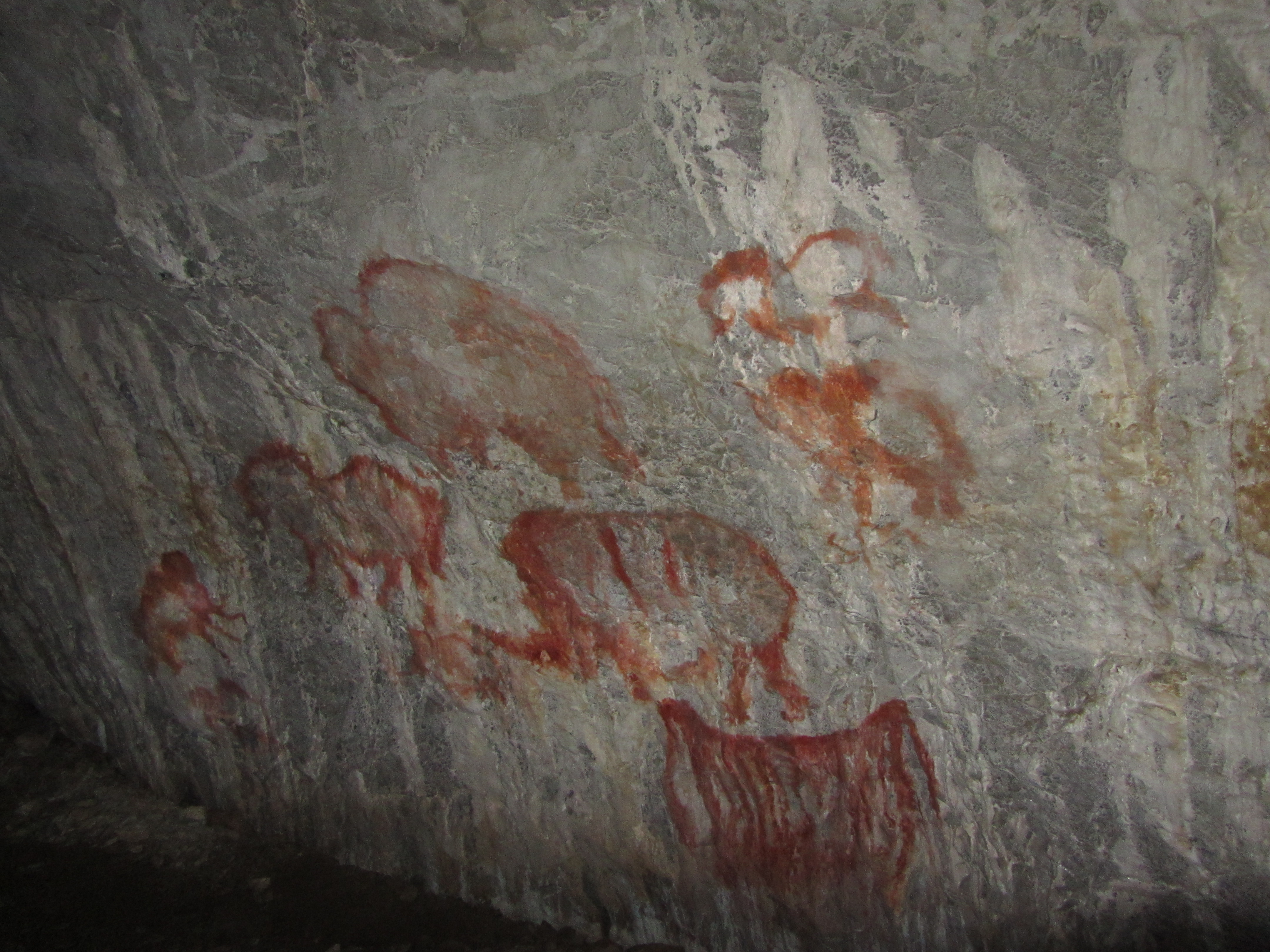
Malerei in der Kapowa-Höhle

Die Höhle von Kapowa (russisch Капова пещера) befindet sich im südlichen Ural im Norden des Naturreservats Schulgan-Tasch, unweit des Dorfes Kutanowo am Ufer der Belaja. Die Höhle enthält zahlreiche bis zu 16.000 Jahre alte Höhlenmalereien und Höhlenzeichnungen. Bekannt ist die Abbildung einer menschlichen Figur unter einem kaum erkennbaren Tier, evtl. einem Mammut, der sogenannte „Anthropomorph der Chaoshalle“. 2025 wurden die Höhlenmalereien der Höhle in die Liste des UNESCO-Weltkulturerbes aufgenommen.
In rund 120 km Entfernung befindet sich die Höhle von Ignatjewka.
Koordinaten: 53° 1′ 32,7″ N, 57° 2′ 17,9″ O

## Belege
1. ↑  Solodeynikov, Alexey (2012): Cataloging of Kapova Cave rock art. In: CLOTTES J. (dir.), L’art pléistocène dans le monde /
Pleistocene art of the world / Arte pleistoceno en el mundo, Actes du Congrès IFRAO, Tarascon-sur-Ariège, septembre
2010, Symposium « Art pléistocène en Europe ». N° spécial de Préhistoire, Art et Sociétés, Bulletin de la Société
Préhistorique Ariège-Pyrénées, LXV-LXVI, 2010-2011, CD: S. 529–538.
2. ↑  UNESCO World Heritage Centre: Rock Paintings of Shulgan-Tash Cave. Abgerufen am 13. Juli 2025 (englisch).